# Rothschildia micrinus
Rothschildia micrinus är en fjärilsart som beskrevs av Max Wilhelm Karl Draudt 1929. Rothschildia micrinus ingår i släktet Rothschildia och familjen påfågelsspinnare. Inga underarter finns listade.